# Мервін Фернандес
Мервін Фернандес (12 квітня 1959) — індійський хокеїст на траві.
Олімпійський чемпіон 1980 року.
Срібний призер Азійських ігор 1978, 1982 років.
Бронзовий призер Трофею чемпіонів 1982 року.